# Rupēs di Cerere
Segue una lista delle rupēs presenti sulla superficie di Cerere. La nomenclatura di Cerere è regolata dall'Unione Astronomica Internazionale; la lista contiene solo formazioni esogeologiche ufficialmente riconosciute da tale istituzione.
Le rupēs di Cerere portano i nomi di festività associate all'agricoltura.
Sono state tutte identificate durante la missione della sonda Dawn, l'unica ad avere finora raggiunto Cerere.

## Prospetto
| Rupes       | Eponimo | Latitudine | Longitudine | Diametro |
| ----------- | --- | ---------- | ----------- | -------- |
| Niman Rupes | Niman - Festività degli Hopi, tenuta verso luglio, per celebrare il ritorno al loro mondo dei katchina, gli spiriti della natura che hanno favorito la fioritura degli alberi da frutto. | 28,56° S   | 60,05° E    | 45 km    |